# Chlorophorus clemenceaui
Chlorophorus clemenceaui är en skalbaggsart som beskrevs av Maurice Pic 1918. Chlorophorus clemenceaui ingår i släktet Chlorophorus och familjen långhorningar. Inga underarter finns listade i Catalogue of Life.